# Упемба (озеро)
Упемба ( фр. Lac Upemba ) — прісне  озеро в провінції Верхнє Ломами Демократичної Республіки Конго. Площа 530 км², максимальна глибина 4 м. Відоме своїми плавучими островами, утвореними папірусом та іншими плавучими рослинами.

## Географія та гідрографія
Озеро розташоване на висоті 580 м над рівнем моря , на території національного парку Упемба, неподалік міста Букама і річки Луалаби — витоку річки Конго . Довжина озера 29 км, максимальна ширина — 26 км, площа — 530 км². Озеро мілке, мінімальні глибини менше 1 м, максимальна — 4 м, загальний обсяг — 0,9 км .
Озеро знаходиться у великій заболоченій западині, що носить ту саму назву . Найбільше з приблизно 50 озер на території цієї западини.
Упемба та інші озера западини відомі своїми плавучими островами, утвореними папірусом та іншими плавучими рослинами. Заболочені береги та плавучі острови озера Упемба на початку XXI століття стали притулком для приблизно 15 тисяч біженців, змушених залишити рідні місця внаслідок воєнного конфлікту в Ківу.